# Municipio de Freedom (condado de Blair)
El municipio de Freedom (en inglés: Freedom Township) es un municipio ubicado en el condado de Blair en el estado estadounidense de Pensilvania. En el año 2000 tenía una población de 3.261 habitantes y una densidad poblacional de 72.4 personas por km².

## Geografía
El municipio de Freedom se encuentra ubicado en las coordenadas 40°21′31″N 78°28′05″O / 40.35861, -78.46806.

## Demografía
Según la Oficina del Censo en 2000 los ingresos medios por hogar en la localidad eran de $35,442 y los ingresos medios por familia eran $38,388. Los hombres tenían unos ingresos medios de $30,424 frente a los $18,229 para las mujeres. La renta per cápita para la localidad era de $14,539. Alrededor del 8,6% de la población estaban por debajo del umbral de pobreza.